# Aristida
- Commons
- Wikispecies

Aristida L. é um género botânico pertencente à família Poaceae, subfamília Aristidoideae, tribo Aristideae.
O gênero apresenta aproximadamente 670 espécies. Ocorrem na Europa, África, Ásia, Australásia, Pacífico, América do Norte e América do Sul.
Na classificação taxonômica de Jussieu (1789), Aristida é um gênero  botânico,  ordem  Gramineae,  classe Monocotyledones com estames hipogínicos.

## Sinonímia
| - Arthratherum P.Beauv. (SUS) - Aristopsis Catasus - Chaetaria P.Beauv. (SUS) - Curtopogon P.Beauv. - Cyrtopogon Spreng. (SUO) | - Kielboul Adans. (SUS) - Moulinsia Raf. (SUH) - Streptachne R.Br. - Trixostis Raf. |

## Espécies
| - Aristida adoensis Hochst. - Aristida adscensionis L. - Aristida altissima Arechav. - Aristida barbicollis Trin. & Rupr. - Aristida behriana F. Muell. - Aristida bipartita (Nees) Trin. & Rupr. - Aristida calycina R. Br. - Aristida chaseae Hitchc. - Aristida circinalis Lindm. - Aristida congesta Roem. & Schult. - Aristida contorta F. Muell. - Aristida curvata Nees - Aristida cyanantha Steud. - Aristida dichotoma Michx. - Aristida diffusa Trin. - Aristida engleri Mez - Aristida flexuosa E. Fourn. - Aristida funiculata Trin. & Rupr. | - Aristida hamulosa Henrard - Aristida hordeacea Kunth - Aristida junciformis Trin. & Rupr. - Aristida longespica Poir. - Aristida meridionalis Henrard - Aristida murina Cav. - Aristida oligantha Michx. - Aristida orcuttiana Vasey - Aristida pallens Cav. - Aristida portoricensis Pilg. - Aristida purpurascens Poir. - Aristida purpurea Nutt. - Aristida rhiniochloa Hochst. - Aristida sanctae-luciae Trin. - Aristida sieberiana Trin. - Aristida stipitata Hack. ex Schinz - Aristida stricta Thunb. - Aristida wrightii Nash |

- «PPP-Index Lista de espécies»

## Classificação do gênero
| Sistema | Classificação                   | Referência               |
| ------- | ------------------------------- | ------------------------ |
| Linné   | Classe Triandria, ordem Digynia | Species plantarum (1753) |